# Ширер, Алозиус Луис
Алозиус Луис Ширер (англ. Aloysius Louis Scheerer OP; 10 февраля 1909, Филадельфия, США — 27 января 1966, Мултан, Пакистан) — католический прелат, ординарий епархии Мултана, член монашеского ордена доминиканцев.

## Биография
Алозиус Луис Ширер родился 10 февраля 1909 года в Филадельфии, США. После получения среднего образования вступил в доминиканский монастырь. 13 июня 1935 года был рукоположён в священника.
13 апреля 1960 года Римский папа Иоанн XXIII назначил Алозиуса Луиса Ширера назначен ординарием епархии Мултана. 8 мая 1960 года Алозиус Луис Ширер был рукоположён в епископа.
В 1964 году Алозиус Луис Ширер принимал участие в I сессии во II Ватиканском соборе.
Умер 27 января 1966 года в Мултане.